# Мустафаев, Алы Мустафа оглы
Алы Мустафа оглы Мустафаев (азерб. Alı Mustafa oğlu Mustafayev, 14 апреля 1952 года, село Газахбейли, Казахский район, АзССР, СССР
— 20 ноября 1991 года, село Каракенд, Нагорный Карабах) — азербайджанский журналист, Национальный Герой Азербайджана (1992). Заслуженный журналист Азербайджана (1992).

## Биография
Родился 14 апреля 1952 года в селе Газахбейли Казахского района. В 1969 году окончил школу села Даш Салахлы. С 1971 по 1973 годы служил в рядах советской армии. Окончил факультет журналистики Азербайджанского государственного университета в 1981 году.

### Карьера
Около десяти лет проработал в Государственном комитете телевидения и радиовещания, руководил отделом новостей. Неоднократно выезжал в зону боевых действий в Нагорном Карабахе, откуда вёл репортажи.

### Гибель
20 ноября 1991 года вертолет «Ми-8», в котором летели высшие государственные чиновники Азербайджана и четверо журналистов, включая Алы Мустафаева, был сбит армянскими боевиками вблизи села Каракенд в Нагорном Карабахе.

## Память

Могила Алы Мустафаева на Аллее Шехидов в Баку

Получил звание Заслуженного журналиста Азербайджана (14 апреля 1992 года, посмертно).
Указом президента Азербайджанской Республики № 294 от 6 ноября 1992 года Мустафаеву Алы Мустафа оглы было присвоено звание Национального Героя Азербайджана (посмертно).
Похоронен на Аллее Шехидов в Баку.
Его именем названы улицы в Баку и Шамкире. Школа № 202 Наримановского района города Баку также носит имя Национального Героя.